# ИФК Гьотеборг
ИФК Гьотеборг (на шведски: IFK Göteborg, шведско произношение по името на града ИФК Йотебори) е шведски футболен клуб, основан в Гьотеборг. Клубът често е представян просто като ИФК, въпреки че това може да бъде объркващо, тъй като много други клубове в Швеция имат имена, съдържащи абревиатурата ИФК. Клубът сформиран на 4 октомври 1904, е спечелил 17 шампионски титли, 4 национални купи и 2 купи на УЕФА.
Заедно с Малмьо и АИК Фотбол, ИФК Гьотеборг са орпеделяни за „Голямата тройка“ в шведския клубен футбол, с 42 титли между тях, ИФК са може би един от най-добрите клубове в Швеция, а вероятно и в цяла Скандинавия. . ИФК Гьотеборг също е единственият шведски отбор, печелил купата на УЕФА през 1981/82 и 1986/87. Отборът играе във Висшата шведска лига, Алсвенскан, където са играли и през повечето време от съществуването си. Последният път, в който са играли в по-долна дивизия е бил през 1976 г.

## Известни футболисти
- Тумас Равели
- Рубен Свенсон
- Глен Хисен
- Магнус Ерлингмарк
- Стиг Фредриксон
- Гунар Грен
- Глен Стрьомбери
- Бертил Йохансон
- Бенгт Берндсон
- Филип Юхансон
- Торбьорн Нилсон
- Ерик Бьоресон
- Херберт Карлсон
- Гунар Ридбери
- Андерш Ридбери
- Ернст Андершон
- Арне Нюбери
- Холгер Бенгстон
- Руне Емануелсон
- Нилс Юхансон
- Доналд Никласон
- Ове Киндвал
- Бьорн Нордквист
- Ралф Едстрьом
- Томи Холмгрен
- Торд Холмгрен
- Дан Корнелиусон
- Томас Вернсон
- Джони Екстрьом
- Роланд Нилсон
- Стефан Петершон
- Клас Ингесон
- Микаел Нилсон
- Хокан Милд
- Глен Холм
- Кенет Андершон
- Понтус Камарк
- Стефан Рен
- Юоаким Бьорклунд
- Йеспер Бломквист
- Никлас Александершон
- Андреас Андершон
- Бенгт Андершон

## Успехи
- Шведски шампиони:
  - Победители (18): 1908, 1910, 1918, 1934/35, 1941/42, 1957/58, 1969, 1982, 1983, 1984, 1987, 1990, 1991, 1993, 1994, 1995, 1996, 2007
- Алсвенскан:
  - Победители (13): 1934/35, 1941/42, 1957/58, 1969, 1982, 1984, 1990, 1991, 1993, 1994, 1995, 1996, 2007
  - Втори (10): 1924/25, 1926/27, 1929/30, 1939/40, 1979, 1981, 1986, 1988, 1997, 2005
- Суперкупа:
  - Победители (1): 1991
- Алсвенскан плейоф:
  - Победители (5): 1982, 1983, 1984, 1987, 1990
  - Втори (1): 1985
- Шведска Сериен:
  - Победители (5): 1912/13, 1913/14, 1914/15, 1915/16, 1916/17
- Фиркантсериен:
  - Победители (1): 1918, 1919
- Шведска Суперкупа:
  - Победители (3): 1908, 1910, 1918
- Шведска Купа:
  - Победители (5): 1978/79, 1981/82, 1982/83, 1991, 2008
  - Втори (4): 1985/86, 1998/99, 2004, 2007
- Купа на УЕФА:
  - Победители (2): 1981/82, 1986/87
- Кралска Лига:
  - Втори (1): 2004/05
- Купа Интертото:
  - Победители (8): 1967, 1980, 1981, 1982, 1983, 1985, 1986, 1988

## Рекорди
- Победи като домакин, Алсвенскан: 9 – 1 срещу ИК Слейпнер, 10 май 1925; 8 – 0 срещу Хамарбю, 2 юни 1925; 8 – 0 срещу Статена, 21 април 1930
- Победи като гост, Алсвенскан: 9 – 2 срещу ИФК Ескилстюна, 8 октомври 1933; 7 – 0 срещу ИК Слейпнер, 20 април 1941
- Загуби като домакин, Алсвенскан: 2 – 9 срещу Малмьо, 10 септември 1949
- Загуби като гост, Алсвенскан: 0 – 7 срещу ИФК Норшьопинг, 1 май 1960
- Най-много публика, Ния Улеви: 52 194 срещу Йоргрюте ИС, 3 юни 1959
- Най-много публика, Гамла Улеви: 31 064 срещу ГАИС, 27 май 1955
- Най-много публика, Слотскогсвален: 21 580 срещу АИК Фотбол, 25 октомври 1931
- Най-много публика средно на мач, сезон: 23 796, 1977
- С най-много мачове: 609, Микаел Нилсон 1987 – 2001
- С най-много мачове, Алсвенскан: 348, Бенгт Берндсон 1951 – 1967
- С най-много голове: 333, Филип Юхансон 1924 – 1934
- С най-много голове, Алсвенскан: 180, Филип Юхансон 1924 – 1934
- С най-много голове за един сезон, Алсвенскан: 39, Филип Юхансон 1924/25